# Universidade James Cook
A Universidade James Cook (em inglês: James Cook University) é uma universidade localizada em Queensland, Austrália. Foi fundada em 1970.